# Споменик захвалности у Малчи
Споменик захвалности или Осматрач је споменик у селу Малча код Ниша, рад је академског вајара Милована Крстића. Спомеником је одато признање и захвалност погинулим Малчанима у ратовима од 1912—1918. године, као и погинулим у НОБ-и од 1941—1945. године. 

## Карактеристике споменика
На споменику је уклесана порука следећег садржаја:
 "Поколењу за песму створеном, 
 онима који су више волели 
 да умру стојећи, 
 него да живе клечећи. 
 Нека је вечна слава 
 онима који су погинули 
 да би другима оставили сунца." 